# جزء شبكي
الجزء الشبكي (بالإنجليزية: Pars reticulata) هو جزء من المادة السوداء، ومعظم العصبونات التي تمتد خارجة منه لها تأثيرات تثبيطية غاباوية الفعل (تحرر هذه العصبونات غابا، وهو ناقل عصبي تثبيطي).

## التشريح
العصبونات في الجزء الشبكي محزَّمَة بكثافة أقل من نظيراتها في الجزء المكتنز (سُميَ في بعض الأوقات الجزء المنتشر)، وهي أصغر وأقل سمكا من العصبونات دوبامينية الفعل ومتماثلة عكسيا، ومتشابهة مورفولوجيا مع عصبونات الكرة الشاحبة (انظر عقد قاعدية خاصة بالرئيسيات). تغصناتها هي والكرة الشاحبة عمودية على العصبونات الواردة المخططية. تنتمي العصبونات الواردة الكثيفة إلى النهاية الوسطية للمسار السوداوي المخططي. لعصبونات المادة السوداء نفس شكل المشابك الغريب وهي ذات نهايات عصبونية مخططية، لها روابط مع عصبونات الدوبامين في الجزء المكتنز الذي تنغمس تغصناته عميقا في الجزء الشبكي. تُنتج عصبونات الجزء الشبكي الناقل العصبي حمض غاما-أمينوبيوتيريك (غابا). ترسل عصبونات الجزء الشبكي عبر الحزام السوداوي المهادي محواراتٍ إلى جزء مخصص من المهاد الحركي. تنتمي مناطق المادة السوداء إلى النواة الظهرية الداخلية (VA) (انظر قائمة أنوية المهاد). النواة الظهرية الداخلية هي مصدر مُخرَج واحد خاص بنظام العقد القاعدية، وترسل محوارات إلى القشرة الأمامية والقشرة المحركة للعين. فضلا عن ذلك، يرسل الجزء الشبكي عصبونات إلى الجزء المجاور للحزمة (pars parafascicularis) الخاص بالمنطقة المركزية في المهاد وإلى النواة الجسرية السويقية. تكمن خصوصية الجزء الوحشي (pars lateralis) في إرسال محوارات إلى الأكيمة العلوية، وهي مُخرَج مصغر جدا من نظام العقد القاعدية.